# Щепотьево (Пензенская область)
Щепотьево — село в Белинском районе Пензенской области России. Входит в состав Лермонтовского сельсовета.

## География
Расположено в 6 км к востоку от села Лермонтово, на берегу реки Лёвки.

## История
Основана в начале XVIII века на землях Ивана Ивановича Щепотева. В 1747 г. принадлежала поручику лейб-гвардии Преображенского полка Николаю Алексеевичу Щепотину. В 1764 г. выкуплена помещиком Эрнестом Эрнестовичем Фонданстерном. До революции волостной центр Чембарского уезда. В селе имелись каменная Троицкая церковь (построена в 1852 г.), земская школа, поташный завод. После 1917 г. в составе Михайловского сельсовета..

## Население
| 1747 | 1864 | 1877 | 1897  | 1926 | 1930  |
| ---- | ---- | ---- | ----- | ---- | ----- |
| 518  | ↘260 | ↗912 | ↗2056 | ↘947 | ↗1001 |
| 1951 | 1959 | 1979 | 1989  | 1996 | 2002  |
| ↘301 | ↘290 | ↘135 | ↘96   | ↘92  | ↘56   |
| 2010 |      |      |       |      |       |
| ↘5   |      |      |       |      |       |

## Инфраструктура
В селе до революции стояла каменная Троицкая церковь (построена в 1852 г.), действовали земская школа, поташный завод.
До падения СССР было развитое сельское хозяйство, работало отделение колхоза имени Лермонтова.
Личное подсобное хозяйство.

## Транспорт
Выезд на региональную дорогу Р-208.